# Consensus d'après-guerre
Le consensus d'après-guerre désigne une période dans l'histoire politique britannique qui s'étend de la fin de la Seconde Guerre mondiale en 1945 à l'élection de Margaret Thatcher au poste de Premier ministre du Royaume-Uni en 1979.

## Histoire
Les origines du consensus d'après-guerre (aussi appelé Butskellism) remontent aux rapports rédigés en 1942 par William Beveridge, qui propose de développer l'État-providence au Royaume-Uni.
Peu de temps après la défaite de l'Allemagne en mai 1945, des élections générales ont lieu au Royaume-Uni. Le Parti travailliste remporte une victoire écrasante, avec Clement Attlee à sa tête. Les mesures mises en place et exécutées par le gouvernement travailliste posent les bases de ce consensus. Le Parti conservateur accepte ces nombreux changements et promet de ne pas les annuler dans la charte industrielle de 1947.
Le consensus d'après-guerre peut être considéré comme une forme de keynésianisme, une économie mixte avec la nationalisation des grandes entreprises, l'instauration du National Health Service et la création de l'État-providence au sens moderne en Grande-Bretagne. Ces mesures ont été instituées par tous les gouvernements (qu'ils soient travaillistes ou conservateurs) pendant la période d'après-guerre.
Les évènements marquants des années 1970 notamment le premier choc pétrolier de 1973 ont fait pression sur le consensus d'après-guerre ; cette pression est d'autant plus amplifiée que les problèmes intérieurs comme l'inflation, la semaine de trois jours ou encore les troubles sociaux (particulièrement dans l'industrie du charbon) apparaissent.
Entre 1947 et 1975, les stratégies économiques du consensus d'après-guerre ont permis de créer pendant 28 ans de suite un excédent budgétaire malgré la forte réduction de l'empire Britannique à cette période.
Au début de l'année 1976, la crainte que l'inflation et les Déficits jumeaux empirent, mène à une crise de la livre sterling. En octobre, la Livre Sterling avait chuté de 25 % face au Dollar Américain. À ce stade là, la Banque d'Angleterre a épuisé toutes ses réserves à l'étranger afin de consolider la monnaie britannique et par conséquent le gouvernement de James Callaghan a dû demander un prêt de 2,3 millions de Livres Sterling au Fonds monétaire international, connut à l'époque comme le plus gros prêt que le FMI ait jamais fait. En contrepartie, le FMI exige une forte restriction budgétaire et un renforcement de la masse monétaire, montrant une faille dans le Keynésianisme en Grande-Bretagne jusqu'en 2008 lorsqu'un regain de keynésianisme touche les plus grandes banques de la Grande-Bretagne en réaction face à la Crise Financière Mondiale. James Callaghan renforce ce message lors de la conférence du Parti travailliste alors que la crise avait atteint son plus haut niveau, en déclarant : 
« Nous pensions que nous pouvions sortir d’une récession et créer des emplois en réduisant les taxes et en augmentant les dépenses gouvernementales. Je vous dis franchement que cette option n’existe plus. Si elle a déjà existé elle n’a pas chaque fois fonctionné, depuis la guerre, qu’en augmentant l’inflation, qui augmentait alors le chômage. »
Et pourtant, certains aspects du consensus d'après-guerre sont encore présents.
Cependant, dans les années 1970, le consensus est de plus en plus considéré par ceux de la Droite comme la cause du déclin de l'économie britannique. Les croyants de la Nouvelle Droite pensent que leur idéologie est la solution au dilemme économique britannique dans les années 1970. Quand le Parti conservateur remporte les élections en 1979 à la suite de l'Hiver du mécontentement (1978-1979), le gouvernement décide d'implanter les idées de la Nouvelle Droite et de mettre fin au consensus d'après guerre. Entre 1947 et 1979, le modèle économique du consensus d'après-guerre a permis aux gouvernements du parti travailliste et du parti conservateur successifs de réduire le taux d'endettement gouvernemental, qui après la guerre avait atteint un record de 237 % du Produit intérieur brut, à 43,6 % quand les conservateurs ont abandonné le style d'économie mixte correspondant au Keynésianisme et commença à diriger l'économie nationale vers un Laissez-faire à travers la Privatisation d'infrastructures contrôlées par l'État.

## Nouvelle-Zélande
Le « consensus d'après-guerre » est aussi considéré comme une période importante de l'histoire politique de la Nouvelle-Zélande, à partir de l’élection du Parti travailliste néo-zélandais à la tête du gouvernement en 1935 jusqu'à l'élection d'un parti travailliste profondément changé en 1984, après plusieurs années sous la coupe du Parti national de Nouvelle-Zélande. Comme au Royaume-Uni, le consensus a été créé autour d'un « compromis historique » entre les différentes classes de la société garantissant les droits, la santé et la sécurité de l'emploi pour tous les travailleurs en échange d'une coopération entre les syndicats et les employeurs. Les clés des politiques idéologiques des gouvernements de l'époque sont une politique économique relative au Keynésianisme, un fort interventionnisme, une forte régulation de l'économie et un État-providence très puissant.